# 극장판 : 기븐 히이라기 믹스
《극장판 : 기븐 히이라기 믹스》(일본어: 映画 ギヴン 柊mix)은 2024년 1월에 개봉한 일본의 애니메이션, 로맨스, 멜로 영화이다

## 줄거리
음악에 모든 걸 걸어야 하나… 무서운 걸” 밴드 ‘기븐’에게 찾아온 데뷔의 기회! 리츠카는 마후유에게 함께하자고 제안하지만, 마후유는 뜻밖에 대답을 보류한다. “너와 해보고 싶은 게 있어” 밴드 ‘syh’의 히이라기는 리츠카에게 기타 서포트를 요청한다. 어떤 특별한 부탁과 함께. “너도 유키를 좋아했던 거지?” 마후유의 방황이 자기 탓이라고 고민하는 히이라기에게 시즈스미는 마음 속에 담아둔 말을 꺼낸다.

## 출연진
- 야노 쇼고 - 마후유 목소리 역
- 우치다 유우마 - 리츠카 목소리 역
- 나카자와 마사토모 - 하루키 목소리 역
- 에구치 타쿠야 - 아키히코 목소리 역
- 이마이 후미야 - 히이라기 목소리 역
- 반 타이토 - 시즈스미 목소리 역